# Джейн Руут
Джейн Руут (на английски: Jane Root; р. 18 май 1957) е журналистка и творчески директор в медийната индустрия.
Ръководила е важни телевизионни мрежи от двете страни на Атлантика. Като контролер в БиБиСи 2 (1999 до 2004) тя е първата жена, която е контролер на канал на БиБиСи. Била е и президент на мрежата „Дискавъри“ в САЩ.
Руут е учила журналистика в Лондонския колеж по комуникации, преди да се премести в Съсекския университет, където изучава международни отношения.